# 鄭良佐
鄭良佐（1478年—？），字志尹，福建泉州衛官籍河南歸德州人，明朝政治人物。

## 生平
弘治十一年戊午科福建鄉試第二十二名舉人。弘治十二年（1499年）中式己未科會試第九十名，二甲第二十五名進士。授工部主事，官至潮州府知府。

## 家族
曾祖鄭興，千户；祖鄭安；父鄭錡。母陳氏，继母王氏。重庆下。弟良弼。子鄭承家，嘉靖十年辛卯科举人；曾孫鄭得書，丙戌進士。